# Hot and Hard
Albums de Scorpions
Still Loving You
(1992) Face the Heat
(1993)
Hot & Hard est une compilation du groupe de hard rock allemand, Scorpions. Elle a été réalisée le 23 août 1993 sous le label RCA Records. À l'exception de Drifting Sun produit par le groupe, les autres titres ont été produits par Dieter Dierks.

## Présentation
Cette compilation regroupe des titres enregistrés alors que le groupe était sous contrat avec le label RCA Records c'est-à-dire de 1974 avec l'album Fly to the Rainbow jusqu'en 1978 avec le double-album enregistré en public au Japon, Tokyo Tapes. Contenant que des titres hard rock, elle est considérée comme une suite à Hot & Slow: The Best of the Ballads et contient quatre titres lives de 1978. 

## Liste des titres
| No  | Titre                            | Auteur                                              | de l'album               | Durée |
| --- | -------------------------------- | --------------------------------------------------- | ------------------------ | ----- |
| 1.  | Top of the Bill                  | Klaus Meine, Rudolf Schenker                        | In Trance, 1975          | 3:22  |
| 2.  | Drifting Sun                     | Ulrich Roth                                         | Fly to the Rainbow, 1974 | 7:40  |
| 3.  | Sun In My Hand                   | Roth                                                | In Trance, 1975          | 4:20  |
| 4.  | Longing For Fire                 | R. Schenker, Roth                                   | In Trance, 1975          | 2:42  |
| 5.  | Catch Your Train                 | Meine, R. Schenker                                  | Virgin Killer, 1976      | 3:32  |
| 6.  | Virgin Killer                    | Roth                                                | Virgin Killer, 1976      | 3:41  |
| 7.  | Hell Cat                         | Roth                                                | Virgin Killer, 1976      | 2:54  |
| 8.  | Polar Nights                     | Roth                                                | Virgin Killer, 1976      | 5:10  |
| 9.  | I've Got To Be Free              | Roth                                                | Taken by Force, 1977     | 4:00  |
| 10. | The Riot Of Your Time            | Meine, R. Schenker                                  | Taken By Force, 1977     | 4:10  |
| 11. | He's A Woman, She's A Man        | Meine, R. Schenker, Herman Rarebell                 | Taken By Force, 1977     | 3:14  |
| 12. | Steamrock Fever                  | Meine, R. Schenker                                  | Taken By Force, 1977     | 3:35  |
| 13. | Suspender Love (Live) (Live)     | Meine, R. Schenker                                  | Tokyo Tapes, 1978        | 3:39  |
| 14. | Hound Dog (Live)                 | Jerry Leiber, Mike Stoller                          | Tokyo Tapes, 1978        | 1:22  |
| 15. | Long Tall Sally (Live)           | Enotris Johnson, Robert Blackwell, Richard Penniman | Tokyo Tapes, 1978        | 2:30  |
| 16. | Fly To The Rainbow (Live) (Live) | Michael Schenker, Roth                              | Tokyo Tapes, 1978        | 9:45  |

- Source des titres et durées[1].

## Musiciens
- Klaus Meine: chant
- Rudolf Schenker: guitare rythmique
- Ulrich Roth: guitare solo, chant (titres 2, 3, 7 et 8)
- Francis Buchholz: basse
- Rudy Lenners: batterie, percussions (titres 1, 3, 4, 5, 6, 7 & 8)
- Jürgen Rosenthal: batterie, percussions (titre 2)
- Herman Rarebell: batterie, percussions (titres 9 à 16)